# Dactyliandra welwitschii
Dactyliandra welwitschii là một loài thực vật có hoa trong họ Cucurbitaceae. Loài này được Hook.f. mô tả khoa học đầu tiên năm 1871.